# ألم عصب ثلاثي التوائم
ألم العصب ثلاثي التوائم (بالإنجليزية: Trigeminal neuralgia) هو ألمٌ في العصب ثلاثي التوائم، وهو العصب الخامس هو أحد أعصاب المخ الرئيسية، يقع على جانبي الوجه، يتفرع إلى ثلاثة فروع تغذي ثلاث مناطق، منطقة الجبهة ومنطقة وسط الوجه ومنطقة الفك. ويسمى العصب الخامس أيضا ذو الثلاثي التوائم وهو المسؤول أساسا عن التغذية الحسية للوجه والتغذية الحركية لبعض عضلات المضغ والكلام.
تعتبر آلام العصب الخامس الأسوأ، في شدتها، على الإطلاق وتحدث للنساء أكثر من الرجال وعادة ما تكون فيما بين العقد الرابع والخامس من العمر ولا يستطيع المريض معها ممارسة أبسط أموره الطبيعية.

## نوبات الألم ومسبباته
أن المريض أثناء هذه النوبة ينتفض برأسه وكأنه تعرض لصاعقة شديدة، فالألم يشبه الصدمة الكهربائية على جانب واحد من الوجه (غالبا الأيمن) أو في حالات نادرة على الجانبين. وقد تستمر النوبة لحظات أو أكثر، وقد تتكرر عدة مرات في اليوم الواحد مما يعيق المريض عن مزاولة نشاطاته اليومية، وقد لا يستطيع الكلام أو المضغ. وتأتي النوبة مفاجئة في أي وقت وبدون إنذار.
قد تكون الآلام عن هذا العصب ناجمة عن ضغط على الجذع الرئيسي للعصب الخامس أو أحد فروعه، إما بورم (حميد أو خبيث) أو شريان دموي أو زائدة عظمية، أو تكون نتيجة لتغيرات في تكوين العصب الخامس بسبب عدوى مثل إصابة الحلائي Post herpetic neuralgia أو بدون سبب معروف Idiopathic. كل هذه المسببات تحدث بؤرا مرضية نشطة في العصب وتعطي إشارات مستمرة أو متقطعة إلى المخ ويستقبلها المريض كآلام تشبه الصدمات الكهربائية في الوجه.وتكون هذه الآلام عادة على هيئة صدمات كهربائية متقطعة ولمدة قصيرة ونادرا ما تكون مستمرة لمدة طويلة. ويتم تحفيزها أو إثارتها بمؤثرات خارجية مثل: حلاقة الذقن، وضع أدوات تجميل على الوجه، وضع غطاء على الوجه، المضغ، الكلام، تنظيف الأسنان، ضغط أو لمس مناطق معينة بالوجه، التعرض لتيار هوائي أو الدخول إلى غرفة مكيفة.

## التشخيص
كثيرًا ما تُشحص الحالة بشكل خاطئ على أنها آلام بالأسنان، وذلك لأن آلام الوجه تنتج عن مشكلات في مفاصل الفك أو الأسنان أو اللثة وغالبًا ما يُخلط بين هذه المشكلات، بالإضافة إلى أن آلام العصب الخامس نادرة وعند الفحص الإكلينيكى(السريري) لا يجد الطبيب أي مؤشرات للمرض. ولكن بالخبرة يمكن تشخيصها من تاريخ المرض.

## العلاج
العلاج يتم تحويل المريض إلى طبيب علاج الآلام من عيادة الأعصاب بعد فشل العلاجات الدوائية، وبعد التأكد من عدم وجود ضغط على العصب بورم بالمخ أو زائدة عظمية أو خلافه، وذلك بفحص الأشعة المقطعية والرنين المغناطيسي، وبعد استبعاد مسببات آلام الوجه مثل آلام اضطرابات مفصل الفك والرقبة وكذلك المسببات العضوية لآلام العصب الخامس، عندها يستطيع المريض البدء بالعلاج كالآتي: علاج دوائي: لمنع بؤر الآلم من إرسال إشارات إلى المخ وذلك بأدوية تعمل على تهدئة بؤر الآلم وبالتالي تقلل من عدد النوبات، علما بان هذه الأدوية أيضا تستخدم في علاج الصرع، وأخرى تستخدم لعلاج الاكتئاب، وثالثة لتنظيم ضربات القلب. كما يمكن استخدام المسكنات المورفونية أو غير المورفونية وان كانت غير مفيدة في أغلب الأحيان. ولذلك يجب توعية المريض بهذه الأدوية وطريقة عملها حتى لا يقلق عند قراءة وصفة الدواء. علاج جراحي: بواسطة جراحي المخ والأعصاب وذلك بعملية جراحية عن طريق الجمجمة لإزالة الضغط أو الاحتكاك عن جذور العصب الناتج عن ورم.
في حالة تعذر إزالة الورم وخاصة الخبيث، أما للصعوبة أو الخطورة أو لكليهما، يقوم طبيب علاج الآلام بالتدخل بحقن مواد كيميائية كالفينول لتذويب جذر العصب لإزالة الآلام فقط وليس لعلاج الورم. أما في حالة الضغط أو الاحتكاك بوعاء شرياني أو بروز عظمي، فيتم إزالة الضغط جراحيا ولكن هذه العمليات تحتاج إلى مراكز طبية متخصصة وخبرة ومهارة فائقة لجراحي المخ.

## علاج بالتدخل اللا جراحي
يتم بواسطة طبيب متخصص في علاج الآلام. وكما يدل الاسم فهو علاج يتم بدون جراحة عن طريق إدخال إبرة خاصة عن طريق جلد الوجه بواسطة تخدير موضعي بدون شق جراحي وعن طريق وصول هذه الإبرة إلى جذر العصب تستخدم طرق كثيرة لعلاج العصب كحقن مادة كيميائية أو عن طريق إدخال بالون، أو بالتبريد أو بالحث الكهربائي أو بالتردد الحراري أو الكهرومغناطيسي. وبالطبع فكل طريقة لها آثارها الإيجابية والسلبية، ولكن أحدث علاج الآن هو العلاج بالتردد الحراري Radiofrequency Thermocoagulation أو الكهرومغناطيسي Pulsed Radioferquency.
وهذا العلاج الحديث يقوم به طبيب علاج الآلام والذي له خبره في العلاج بالتداخل اللّاجراحي.
العلاج بالتردد الحراري والكهرومغناطيسي: أثبتت البحوث الطبية الحديثة والخبرة في هذا المجال فاعلية هذا العلاج، فيتم تقليل نوبات الألم بنسبة عالية في معظمها وتنعدم في بعضها ولا يحتاج المريض للعلاج الدوائي في أغلب الأحيان بعدها. ونسبة نجاح تخفيف الألم المزمن بصفة عامة 50% أو أكثر، ويعود المريض لممارسة حياته بشكل طبيعي بنسبة 100% وبدون ألم.
تتم هذه الطريقة بإدخال إبرة خاصة بمخدر موضعي من جانب الفم عند زاوية الشفاه وذلك تحت الأشعة القوسية أو المقطعية أو حديثا بمساندة الإدخال الكهرومغناطيسى وقد يحتاج المريض فقط إلى مهدئ ومسكن عام ولكن بدون تخدير عام، حيث أن إدراك المريض وتعاونه أثناء التداخل يعتبر أساسيا لطبيب علاج الآلام، حيث أن الهدف الأساسي هو زيادة التأكد من وصول مقدمة الإبرة إلى جذر العصب أو أحد فروعه المراد علاجها وذلك قبل إعطاء شحنات العلاج من التردد الحراري أو الكهرومغناطيسي وذلك بالتحفيز الحسي والعضلي. وبعد الانتهاء من إعطاء العلاج يتم إخراج الإبرة ووضع كمادات ثلج على الوجه وبعدها يعود المريض إلى منزله لمزاولة حياته اليومية.
بالرغم من فعالية العلاج بالتردد الحراري فان له آثارا سلبية كحدوث بعض التنميل أو قد يشكو المريض من فقدان بعض الإحساس في الوجه أو من إحساس غريب يضايقه ولكن لا يستطيع وصفه dysethesia.
ولكن بالطبع فهذه الآثار تعتبر بسيطة وعديمة الأهمية إذا وضعنا فاعلية إزالة الآلام المزعجة وعدم اللجوء إلى الجراحة في كفة ومعاودة المريض إلى حياته اليومية الطبيعية في الكفة الأخرى.
ولتفادي الآثار السلبية للعلاج الحراري العادي (إذا تم اعتبارها سلبية) تم ظهور تقنية حديثة من التردد الحراري وهو التردد النابض، ولكنه ما زال في طور إثبات فعاليته. إن العلاج بالتداخل اللّاجراحي بوجه عام يمنح المريض فرصة كبيرة لتفادي أثار العمليات الجراحية وبوجه خاص فان فاعلية العلاج بالتردد الحراري قد تم تأكيدها في شفاء معظم المرضى